# Reggina 1914 2019-2020
Questa voce raccoglie le informazioni riguardanti la Reggina 1914 nelle competizioni ufficiali della stagione 2019-2020.

## Stagione
Per la Reggina si tratta della quarta stagione in Serie C dopo il fallimento e della prima dall'inizio del presidente Luca Gallo. L'allenatore scelto è Domenico Toscano, già vincitore della categoria con la Ternana nel 2012 e con il Novara nel 2015.
Dal 2 luglio 2019, avendo comprato la storia del club, la società ha mutato il nome in Reggina 1914 s.r.l.
Sempre nell'estate è stata inaugurata la nuova sede nel centro storico della città, oltre ad aver ottenuto la concessione del Centro sportivo Sant'Agata, aver aperto il nuovo store nella centrale Piazza Duomo e aver aperto la web tv.
La Reggina parte forte in campionato e si prende subito la vetta della classifica, al termine del girone di andata gli amaranto hanno 49 punti, 10 di vantaggio sulla seconda. A causa della pandemia di COVID-19 il campionato è stato sospeso dopo le gare della 30ª giornata a inizio marzo con la Reggina prima con 69 punti. L'8 giugno il Consiglio Federale della FIGC ha decretato la sospensione definitiva del campionato di Serie C e la conseguente promozione in serie B della squadra amaranto in quanto al primo posto in classifica. Due gli atleti della Reggina in doppia cifra in campionato, Simone Corazza con 14 reti e German Denis che firma 12 reti. La Reggina partecipa alla Coppa Italia nazionale dove supera il primo turno battendo (3-2) il L.R. Vicenza, mentre nel secondo turno non supera l'ostacolo Empoli, che si impone (2-1). Partecipa anche alla Coppa Italia di Serie C ma si ferma subito nei sedicesimi perdendo (2-3) contro il Potenza.

## Divise e sponsor
Il fornitore tecnico per la stagione 2019-2020 per il terzo anno è Legea. 
Lo sponsor di maglia è:
- Bencivenni Group Volkswagen sponsor principale centrale
- Trattoria del pesce fresco è sponsor sui pantaloncini
- Puliservice è secondo sponsor sul fronte
- Despar è sponsor sul retro della maglia

| Casa | Trasferta | Trasferta |  |

## Organigramma societario
Organigramma societario tratto dal sito ufficiale.
Area direttiva
- Presidente: Luca Gallo
- Direttore sportivo: Massimo Taibi
- Direttore generale: Andrea Gianni (fino al 26 maggio 2020)
- Amministratore delegato: Federica Scipioni
- Segretario Generale: Salvatore Conti
- Segretario Sportivo: Massimo Bandiera
- Team Manager: Matteo Patti

Area tecnica
- Allenatore: Domenico Toscano
- Allenatore in seconda: Michele Napoli
- Allenatore Portieri: Stefano Pergolizzi
- Preparatore Atletico: Andrea Nocera
- Match Analyst: Carmine Alessandria
- Magazziniere: Giuseppe Vilasi

Area sanitaria
- Medico sociale: Dott. Pasquale Favasuli
- Fisioterapista: Domenico Lisi
- Fisioterapista: Vincenzo Paonessa
- Consulente Ortopedico: Roberto Simonetta

Area Stampa
- Responsabile Comunicazione e Stampa: Giuseppe Praticò
- Ufficio Stampa: Filippo Mazzù
- Multimedialità: Gianluca Rovito
- Grafico: Pietro Nania
- Fotografo: Lillo D'Ascola

## Rosa
Rosa aggiornata al 31 gennaio.
| N. |                      | Ruolo | Calciatore           |
| -- | -------------------- | ----- | -------------------- |
| 1  | Italia (bandiera)    | P     | Enrico Guarna        |
| 3  | Italia (bandiera)    | D     | Paolo Marchi         |
| 5  | Italia (bandiera)    | D     | Davide Bertoncini    |
| 6  | Italia (bandiera)    | D     | Giuseppe Loiacono    |
| 7  | Grecia (bandiera)    | C     | Dimitrios Sounas     |
| 8  | Italia (bandiera)    | C     | Alberto De Francesco |
| 9  | Italia (bandiera)    | D     | Edoardo Blondett     |
| 10 | Italia (bandiera)    | A     | Nicola Bellomo       |
| 11 | Honduras (bandiera)  | C     | Rigoberto Rivas      |
| 12 | Italia (bandiera)    | P     | Lorenzo Lofaro       |
| 13 | Italia (bandiera)    | D     | Marco Rossi          |
| 14 | Italia (bandiera)    | C     | Gabriele Rolando     |
| 15 | Italia (bandiera)    | C     | Nicolò Bianchi       |
| 18 | Italia (bandiera)    | A     | Simone Corazza       |
| 19 | Argentina (bandiera) | A     | Germán Denis         |

| N. |                      | Ruolo | Calciatore         |
| -- | -------------------- | ----- | ------------------ |
| 20 | Italia (bandiera)    | C     | Francesco De Rose  |
| 21 | Italia (bandiera)    | A     | Lorenzo Paolucci   |
| 22 | Italia (bandiera)    | P     | Alessandro Farroni |
| 23 | Brasile (bandiera)   | A     | Reginaldo          |
| 24 | Francia (bandiera)   | A     | Abdou Doumbia      |
| 25 | Italia (bandiera)    | C     | Domenico Nemia     |
| 27 | Italia (bandiera)    | D     | Nicolas Bresciani  |
| 30 | Marocco (bandiera)   | C     | Hachim Mastour     |
| 31 | Italia (bandiera)    | D     | Daniele Gasparetto |
| 32 | Italia (bandiera)    | D     | Desiderio Garufo   |
| 33 | Italia (bandiera)    | D     | Matteo Rubin       |
| 35 | Italia (bandiera)    | P     | Emanuele Geria     |
| 36 | Italia (bandiera)    | A     | Manuel Sarao       |
| 37 | Danimarca (bandiera) | C     | Matti Lund Nielsen |
| 38 | Italia (bandiera)    | D     | Daniele Liotti     |

## Calciomercato

### Sessione estiva (dal 1/7 al 2/9)
| Acquisti | Acquisti               | Acquisti      | Acquisti      |
| R.       | Nome                   | da            | Modalità      |
| -------- | ---------------------- | ------------- | ------------- |
| P        | Enrico Guarna          | Monza         | definitivo    |
| D        | Paolo Marchi           | Feralpisalò   | definitivo    |
| D        | Marco Rossi            | Siena         | definitivo    |
| D        | Davide Bertoncini      | Piacenza      | definitivo    |
| D        | Nicolas Bresciani      | Ravenna       | prestito      |
| D        | Leonardo Mastrippolito | Sassuolo      | fine prestito |
| C        | Dimitrios Sounas       | Monopoli      | definitivo    |
| C        | Nicolò Bianchi         | L.R. Vicenza  | definitivo    |
| C        | Francesco De Rose      | Südtirol      | definitivo    |
| C        | Lorenzo Paolucci       | Monopoli      | definitivo    |
| A        | Reginaldo              | Monza         | definitivo    |
| A        | Simone Corazza         | Piacenza      | definitivo    |
| D        | Matteo Rubin           | Foggia        | definitivo    |
| D        | Giuseppe Loiacono      | Foggia        | definitivo    |
| C        | Alberto De Francesco   | Spezia        | definitivo    |
| D        | Desiderio Garufo       | Trapani       | definitivo    |
| A        | Germán Denis           | Universitario | definitivo    |
| D        | Edoardo Blondett       | Casertana     | definitivo    |
| C        | Rigoberto Rivas        | Inter         | prestito      |
| C/A      | Hachim Mastour         | svincolato    | definitivo    |
| P        | Emanuele Geria         | svincolato    | definitivo    |

| Cessioni | Cessioni               | Cessioni      | Cessioni          |
| R.       | Nome                   | a             | Modalità          |
| -------- | ---------------------- | ------------- | ----------------- |
| P        | Alessandro Confente    | Chievo        | fine prestito     |
| P        | Matevz Vidovsek        | Atalanta      | fine prestito     |
| P        | Mattia Licastro        | Palmi         | termine contratto |
| D        | Cesare Pogliano        | Chievo        | fine prestito     |
| D        | Stafano Ciavattini     | Pianese       | risoluzione       |
| D        | Davide Seminara        | Empoli        | fine prestito     |
| D        | Diego Conson           | Carrarese     | definitivo        |
| C        | Simone Franchini       | Sassuolo      | fine prestito     |
| A        | Piergiuseppe Maritato  | Renate        | termine contratto |
| A        | Tiziano Tulissi        | Atalanta      | fine prestito     |
| A        | Edoardo Tassi          | Ascoli        | fine prestito     |
| A        | Antonio Martiniello    | Cavese        | fine prestito     |
| A        | Salvatore Sandomenico  | Cavese        | termine contratto |
| C        | Davide Petermann       | Vibonese      | definitivo        |
| D        | Alex Redolfi           | Vibonese      | definitivo        |
| C        | Roberto Marino         | Fano          | definitivo        |
| D        | Niko Kirwan            | Reggio Audace | definitivo        |
| D        | Leonardo Mastrippolito | Bisceglie     | definitivo        |
| C        | Nicola Strambelli      | Lecco         | definitivo        |
| A        | Giuseppe Ungaro        | Bisceglie     | definitivo        |
| C        | Urban Zibert           | Bisceglie     | prestito          |

### Sessione invernale(dal 2/01/20 al 31/01/20)
| Acquisti | Acquisti           | Acquisti     | Acquisti   |
| R.       | Nome               | da           | Modalità   |
| -------- | ------------------ | ------------ | ---------- |
| D        | Daniele Liotti     | Pisa         | definitivo |
| A        | Manuel Sarao       | Cesena       | definitivo |
| C        | Matti Lund Nielsen | Sarpsborg 08 | definitivo |

| Cessioni | Cessioni            | Cessioni | Cessioni   |
| R.       | Nome                | a        | Modalità   |
| -------- | ------------------- | -------- | ---------- |
| C        | Francesco Salandria | Catania  | definitivo |

## Risultati

### Serie C

#### Girone di andata
| Arbitro: | Perenzoni (Rovereto) |

|                    |           |                  |
| Vázquez 36’ (rig.) | Marcatori | 46’ De Francesco |

| Arbitro: | Tremolada (Monza) |

|                                                                     |           |                       |
| Corazza 19’ Bisogno 38’ (aut.) Reginaldo 39’ Sounas 76’ Bellomo 86’ | Marcatori | 41’ (rig.) Di Roberto |

| Arbitro: | Monaldi (Macerata) |

|                                       |           |  |
| Corazza 21’ Garufo 39’ N. Bianchi 64’ | Marcatori |  |

| Arbitro: | Zufferli (Udine) |

|              |           |            |
| Sabbione 63’ | Marcatori | 7’ Corazza |

| Arbitro: | D'Ascanio (Ancona) |

|                                 |           |  |
| Malberti 11’ (aut.) Corazza 46’ | Marcatori |  |

| Arbitro: | Marchetti (Ostia Lido) |

|             |           |               |
| Salzano 63’ | Marcatori | 46’ Bresciani |

| Arbitro: | Meraviglia (Pistoia) |

|            |           |  |
| Corazza 2’ | Marcatori |  |

| Arbitro: | Marcenaro (Genova) |

|          |           |             |
| Diop 51’ | Marcatori | 12’ Corazza |

| Arbitro: | Paterna (Teramo) |

|             |           |  |
| Corazza 87’ | Marcatori |  |

| Arbitro: | Tremolada (Monza) |

|              |           |                                       |
| Carriero 31’ | Marcatori | 26’ (rig.) Bellomo 48’ (rig.) Corazza |

| Arbitro: | G. Miele (Nola) |

|                                        |           |                 |
| Denis 41’, 51’ Rolando 44’ Corazza 47’ | Marcatori | 31’ Santoriello |

| Arbitro: | Gariglio (Pinerolo) |

|                 |           |                |
| Charpentier 72’ | Marcatori | 64’, 69’ Denis |

| Arbitro: | De Santis (Lecce) |

|  |           |                              |
|  | Marcatori | 20’, 23’ Corazza 86’ Bellomo |

| Arbitro: | Feliciani (Teramo) |

|                           |           |  |
| Corazza 39’ Reginaldo 48’ | Marcatori |  |

| Rieti 17 novembre 2019, ore 15:00 CET 15ª giornata | Rieti                      | 0 – 3 Assegnata (0-3) a tavolino dal Giudice Sportivo referto | Reggina | Stadio Centro d'Italia-Manlio Scopigno\| Arbitro: \| Di Cairano (Ariano Irpino) \| |
| Arbitro:                                           | Di Cairano (Ariano Irpino) |                                                               |         |                                                                                    |

| Arbitro: | Cascone (Nocera Inferiore) |

|                                                  |           |           |
| Bellomo 21’ Corazza 30’ Rivas 90+2’ Sounas 90+3’ | Marcatori | 72’ Nossa |

| Arbitro: | Natilla (Molfetta) |

|  |           |                                       |
|  | Marcatori | 4’ Reginaldo 43’ Corazza 78’ Loiacono |

| Arbitro: | Perenzoni (Rovereto) |

|                  |           |  |
| Denis 86’ (rig.) | Marcatori |  |

| Arbitro: | Colombo (Como) |

|                     |           |                           |
| Scardina 63’ (rig.) | Marcatori | 65’ Denis 90+5’ Reginaldo |

#### Girone di ritorno
| Arbitro: | Maranesi (Ciampino) |

|           |           |                         |
| Denis 10’ | Marcatori | 51’ Risolo 74’ Di Cosmo |

| Arbitro: | Cudini (Fermo) |

|                                              |           |  |
| Matera 10’ Di Roberto 51’ (rig.) Spaltro 56’ | Marcatori |  |

| Arbitro: | Gualtieri (Asti) |

|            |           |                                 |
| Ebagua 14’ | Marcatori | 88’ Loiacono 90+5’ (rig.) Denis |

| Arbitro: | Marchetti (Ostia Lido) |

|           |           |              |
| Denis 68’ | Marcatori | 89’ Perrotta |

| Arbitro: | Gariglio (Pinerolo) |

|  |           |                  |
|  | Marcatori | 35’ (rig.) Denis |

| Arbitro: | Meraviglia (Pistoia) |

|            |           |  |
| Liotti 30’ | Marcatori |  |

| Catania 16 febbraio 2020, ore 15:00 CET 26ª giornata | Catania            | 0 – 0 referto | Reggina | Stadio Angelo Massimino (7 239 spett.)\| Arbitro: \| Feliciani (Teramo) \| |
| Arbitro:                                             | Feliciani (Teramo) |               |         |                                                                            |

| Arbitro: | N. Marini (Trieste) |

|                          |           |  |
| Denis 48’, 86’ Rubin 51’ | Marcatori |  |

| Arbitro: | Marcenaro (Genova) |

|  |           |           |
|  | Marcatori | 59’ Rivas |

| Arbitro: | D'Ascanio (Ancona) |

|  |           |                            |
|  | Marcatori | 72’ Salvemini 87’ Piccinni |

| Arbitro: | De Santis (Lecce) |

|  |           |                       |
|  | Marcatori | 5’ Paolucci 86’ Sarao |

| Reggio Calabria 15 marzo 2020, ore CET 31ª giornata | Reggina | – n.d. | Avellino | Stadio Oreste Granillo |

| Reggio Calabria 22 marzo 2020, ore CET 32ª giornata | Reggina | – n.d. | Potenza | Stadio Oreste Granillo |

| Caserta 25 marzo 2020, ore CET 33ª giornata | Casertana | – n.d. | Reggina | Stadio Alberto Pinto |

| Reggio Calabria 29 marzo 2020, ore CEST 34ª giornata | Reggina | – n.d. | Rieti | Stadio Oreste Granillo |

| Vibo Valentia 5 aprile 2020, ore CEST 35ª giornata | Rende | – n.d. | Reggina | Stadio Luigi Razza |

| Reggio Calabria 11 aprile 2020, ore CEST 36ª giornata | Reggina | – n.d. | Teramo | Stadio Oreste Granillo |

| Viterbo 19 aprile 2020, ore CEST 37ª giornata | Viterbese Castrense | – n.d. | Reggina | Stadio Enrico Rocchi |

| Reggio Calabria 26 aprile 2020, ore CEST 38ª giornata | Reggina | – n.d. | Sicula Leonzio | Stadio Oreste Granillo |

### Coppa Italia

#### Turni eliminatori
| Arbitro: | Pashuku (Albano Laziale) |

|                                      |           |                                  |
| Sounas 35’ Reginaldo 53’, 69’ (rig.) | Marcatori | 7’ Marotta 75’ (rig.) Giacomelli |

| Arbitro: | Prontera (Bologna) |

|                           |           |             |
| Mancuso 22’ Antonelli 72’ | Marcatori | 29’ Corazza |

### Coppa Italia Serie C
| Arbitro: | N. Marini (Trieste) |

|                              |           |                                          |
| Doumbia 58’ De Francesco 73’ | Marcatori | 38’ Iuliano 55’ Arcidiacono 76’ Vuletich |

## Statistiche
Aggiornato all'8 marzo 2020

### Statistiche di squadra
| Competizione         | Punti        | In casa | In casa | In casa | In casa | In casa | In casa | In trasferta | In trasferta | In trasferta | In trasferta | In trasferta | In trasferta | Totale | Totale | Totale | Totale | Totale | Totale | DR  |
| Competizione         | Punti        | G       | V       | N       | P       | Gf      | Gs      | G            | V            | N            | P            | Gf           | Gs           | G      | V      | N      | P      | Gf     | Gs     | DR  |
| -------------------- | ------------ | ------- | ------- | ------- | ------- | ------- | ------- | ------------ | ------------ | ------------ | ------------ | ------------ | ------------ | ------ | ------ | ------ | ------ | ------ | ------ | --- |
| Serie C              | 69 87,705 PF | 14      | 11      | 1       | 2       | 29      | 8       | 16           | 10           | 5            | 1            | 25           | 11           | 30     | 21     | 6      | 3      | 54     | 19     | +35 |
| Coppa Italia         | -            | 1       | 1       | 0       | 0       | 3       | 2       | 1            | 0            | 0            | 1            | 1            | 2            | 2      | 1      | 0      | 1      | 4      | 4      | 0   |
| Coppa Italia Serie C | -            | 1       | 0       | 0       | 1       | 2       | 3       | -            | -            | -            | -            | -            | -            | 1      | 0      | 0      | 1      | 2      | 3      | -1  |
| Totale               | -            | 16      | 12      | 1       | 3       | 34      | 13      | 17           | 10           | 5            | 2            | 26           | 13           | 33     | 22     | 6      | 5      | 60     | 26     | +34 |

### Andamento in campionato
| Giornata  | 1  | 2 | 3 | 4 | 5 | 6 | 7 | 8 | 9 | 10 | 11 | 12 | 13 | 14 | 15 | 16 | 17 | 18 | 19 | 20 | 21 | 22 | 23 | 24 | 25 | 26 | 27 | 28 | 29 | 30 | 31   | 32   | 33   | 34   | 35   | 36   | 37   | 38   |
| --------- | -- | - | - | - | - | - | - | - | - | -- | -- | -- | -- | -- | -- | -- | -- | -- | -- | -- | -- | -- | -- | -- | -- | -- | -- | -- | -- | -- | ---- | ---- | ---- | ---- | ---- | ---- | ---- | ---- |
| Luogo     | T  | C | C | T | C | T | C | T | C | T  | C  | T  | T  | C  | T  | C  | T  | C  | T  | C  | T  | T  | C  | T  | C  | T  | C  | T  | C  | T  | n.d. | n.d. | n.d. | n.d. | n.d. | n.d. | n.d. | n.d. |
| Risultato | N  | V | V | N | V | N | V | N | V | V  | V  | V  | V  | V  | V  | V  | V  | V  | V  | P  | P  | V  | N  | V  | V  | N  | V  | V  | P  | V  |      |      |      |      |      |      |      |      |
| Posizione | 11 | 4 | 2 | 6 | 2 | 3 | 2 | 3 | 2 | 2  | 1  | 1  | 1  | 1  | 1  | 1  | 1  | 1  | 1  | 1  | 1  | 1  | 1  | 1  | 1  | 1  | 1  | 1  | 1  | 1  |      |      |      |      |      |      |      |      |

Legenda:

Luogo: C = Casa; T = Trasferta. Risultato: V = Vittoria; N = Pareggio; P = Sconfitta.

### Statistiche dei giocatori
Aggiornato all'8 marzo 2020.
| Giocatore       | Serie C  | Serie C | Serie C     | Serie C    | Coppa Italia | Coppa Italia | Coppa Italia | Coppa Italia | Serie C - Play-off | Serie C - Play-off | Serie C - Play-off | Serie C - Play-off | Totale   | Totale | Totale      | Totale     |
| Giocatore       | Presenze | Reti    | Ammonizioni | Espulsioni | Presenze     | Reti         | Ammonizioni  | Espulsioni   | Presenze           | Reti               | Ammonizioni        | Espulsioni         | Presenze | Reti   | Ammonizioni | Espulsioni |
| --------------- | -------- | ------- | ----------- | ---------- | ------------ | ------------ | ------------ | ------------ | ------------------ | ------------------ | ------------------ | ------------------ | -------- | ------ | ----------- | ---------- |
| N. Bellomo      | 25       | 4       | 3           | 1          | 2            | 0            | -            | -            | -                  | -                  | -                  | -                  | 27       | 4      | 3           | 1          |
| D. Bertoncini   | 13       | 0       | 4           | -          | 2            | 0            | 1            | -            | -                  | -                  | -                  | -                  | 15       | 0      | 5           | -          |
| N. Bianchi      | 28       | 1       | 5           | -          | 2            | 0            | -            | -            | -                  | -                  | -                  | -                  | 30       | 1      | 5           | -          |
| E. Blondett     | 23       | 0       | 4           | -          | 1            | 0            | -            | -            | -                  | -                  | -                  | -                  | 24       | 0      | 4           | -          |
| N. Bresciani    | 11       | 1       | -           | -          | 3            | 0            | -            | -            | -                  | -                  | -                  | -                  | 14       | 1      | -           | -          |
| S. Corazza      | 25       | 14      | 1           | -          | 2            | 1            | -            | -            | -                  | -                  | -                  | -                  | 27       | 15     | 1           | -          |
| G. Denis        | 23       | 12      | 3           | -          | 1            | 0            | -            | -            | -                  | -                  | -                  | -                  | 24       | 12     | 3           | -          |
| A. De Francesco | 15       | 1       | 2           | -          | 1            | 1            | -            | -            | -                  | -                  | -                  | -                  | 16       | 2      | 2           | -          |
| F. De Rose      | 23       | 0       | 8           | 2          | 2            | 0            | 2            | -            | -                  | -                  | -                  | -                  | 25       | 0      | 10          | 2          |
| A. Doumbia      | 11       | 0       | -           | -          | 2            | 1            | -            | -            | -                  | -                  | -                  | -                  | 13       | 1      | -           | -          |
| A. Farroni      | -        | -       | 1           | 1          | 3            | -7           | -            | -            | -                  | -                  | -                  | -                  | 3        | -7     | 1           | 1          |
| D. Garufo       | 22       | 1       | 4           | -          | 1            | 0            | -            | -            | -                  | -                  | -                  | -                  | 23       | 1      | 4           | -          |
| D. Gasparetto   | 12       | 0       | 3           | 1          | 1            | 0            | -            | -            | -                  | -                  | -                  | -                  | 13       | 0      | 3           | 1          |
| E. Geria        | -        | -       | -           | -          | -            | -            | -            | -            | -                  | -                  | -                  | -                  | -        | -      | -           | -          |
| E. Guarna       | 30       | -19     | 1           | -          | -            | -            | -            | -            | -                  | -                  | -                  | -                  | 30       | -19    | 1           | -          |
| D. Liotti       | 10       | 1       | 1           | -          | -            | -            | -            | -            | -                  | -                  | -                  | -                  | 10       | 1      | 1           | -          |
| G. Loiacono     | 26       | 2       | 6           | -          | 3            | 0            | 1            | -            | -                  | -                  | -                  | -                  | 29       | 2      | 7           | -          |
| P. Marchi       | 4        | 0       | -           | -          | -            | -            | -            | -            | -                  | -                  | -                  | -                  | 4        | 0      | -           | -          |
| H. Mastour      | 1        | 0       | -           | -          | -            | -            | -            | -            | -                  | -                  | -                  | -                  | 1        | 0      | -           | -          |
| M. Nielsen      | 8        | 0       | -           | -          | -            | -            | -            | -            | -                  | -                  | -                  | -                  | 8        | 0      | -           | -          |
| L. Paolucci     | 8        | 1       | 1           | -          | -            | -            | -            | -            | -                  | -                  | -                  | -                  | 8        | 1      | 1           | -          |
| F. Reginaldo    | 27       | 4       | 4           | -          | 3            | 2            | -            | -            | -                  | -                  | -                  | -                  | 30       | 6      | 4           | -          |
| R. Rivas        | 16       | 2       | 3           | -          | 1            | 0            | -            | -            | -                  | -                  | -                  | -                  | 17       | 2      | 3           | -          |
| G. Rolando      | 23       | 1       | 3           | -          | 1            | 0            | -            | -            | -                  | -                  | -                  | -                  | 24       | 1      | 3           | -          |
| M. Rossi        | 27       | 0       | 3           | -          | 3            | 0            | 3            | -            | -                  | -                  | -                  | -                  | 30       | 0      | 6           | -          |
| M. Rubin        | 11       | 1       | 2           | -          | 3            | 0            | -            | -            | -                  | -                  | -                  | -                  | 14       | 1      | 2           | -          |
| F. Salandria    | 5        | 0       | -           | -          | 2            | 0            | 1            | -            | -                  | -                  | -                  | -                  | 7        | 0      | 1           | -          |
| M. Sarao        | 8        | 1       | 1           | -          | -            | -            | -            | -            | -                  | -                  | -                  | -                  | 8        | 1      | 1           | -          |
| D. Sounas       | 23       | 2       | 4           | 1          | 2            | 1            | -            | -            | -                  | -                  | -                  | -                  | 25       | 3      | 4           | 1          |
| N. Kirwan       | -        | -       | -           | -          | 2            | 0            | 2            | 1            | -                  | -                  | -                  | -                  | 2        | 0      | 2           | 1          |
| R. Marino       | -        | -       | -           | -          | 1            | 0            | -            | -            | -                  | -                  | -                  | -                  | 1        | 0      | -           | -          |